# Gripsholmsstenen
Gripsholmsstenen, Sö 179, är en runsten som står vid Gripsholms slott i Mariefred, Kärnbo socken i Södermanland. En liten bit därifrån står Sö 178 och båda stenarna kantar infarten närmast slottet.

## Stenen
Stenen Sö 179 är en av de mest kända runstenarna och anses som den främsta av de så kallade Ingvarsstenarna. Den är rest över Ingvar den vittfarnes bror Harald, som följde med Ingvar på dennes vikingatåg i österled. Att Haralds mor Tola lät resa stenen har tolkats som hon varit frilla till Ingvars far, så Harald och Ingvar kan ha varit halvbröder. En annan tolkning menar att Harald och Ingvar endast var vapenbröder och inte släkt.
Stenen hittades 1827 av runforskaren Johan Gustaf Liljegren och den var då täckt av tjära och användes som tröskelsten inne i Gripsholms slott. Den hade troligen hamnat i slottet på 1500-talet, efter att dessförinnan ha funnits i det kartusianerkloster som då fanns i staden. Klostret revs under reformationen och byggnadsmaterial återanvändes vid slottets uppförande. År 1930 beslöt man att runstenen skulle tas fram ur golvet och ställas upp på sin nuvarande plats.
Materialet är granit. Runslingan består av ett enda djur med ormhuvud, utan riktig bindning och runorna är vikingatida. Stenen är osignerad, men Samnordisk runtextdatabas nämner Äskil 2 som ristare.

## Inskriften
Inskriften med runor:
 ᛏᚢᛚᛅ : ᛚᛁᛏ : ᚱᛅᛁᛋᛅ : ᛋᛏᛅᛁᚾ : ᚦᛁᚾᛋ ᛅᛏ : ᛋᚢᚾ : ᛋᛁᚾ : ᚼᛅᚱᛅᛚᛏ : ᛒᚱᚢᚦᚢᚱ : ᛁᚾᚴᚢᛅᚱᛋ : ᚦᛅᛁᛦ : ᚠᚢᚱᚢ : ᛏᚱᛁᚴᛁᛚᛅ : ᚠᛁᛅᚱᛁ : ᛅᛏ : ᚴᚢᛚᛁ : ᛅᚢᚴ : ᛅ:ᚢᛋᛏᛅᚱᛚᛅᚱ ᚾᛁ : ᚴᛅᚠᚢ : ᛏᚢᚢ : ᛋᚢᚾᛅᚱ:ᛚᛅ : ᛅᛋᛁᚱᚴ:ᛚᛅᚾ:ᛏᛁ
Translitterering av runraden:
× tula : lit : raisa : stain : þinsa| |at : sun : sin : haralt : bruþur : inkuars : þaiʀ furu : trikila : fiari : at : kuli : auk : a:ustarla| |ar:ni : kafu : tuu : sunar:la : a sirk:lan:ti
Normalisering till runsvenska:
Tola let ræisa stæin þennsa
 at sun sinn Harald, broður Ingvars.
 Þæiʀ foru drængila
 fiarri at gulli
 ok austarla
 ærni gafu,
 dou sunnarla
 a Særklandi.
Översättning till nusvenska:
Tola lät resa stenen
 efter sin son Harald, Ingvars broder
 De foro manligen
 fjärran efter guld
 och österut
 gåvo örnen föda.
 De dogo söderut
 i Särkland.

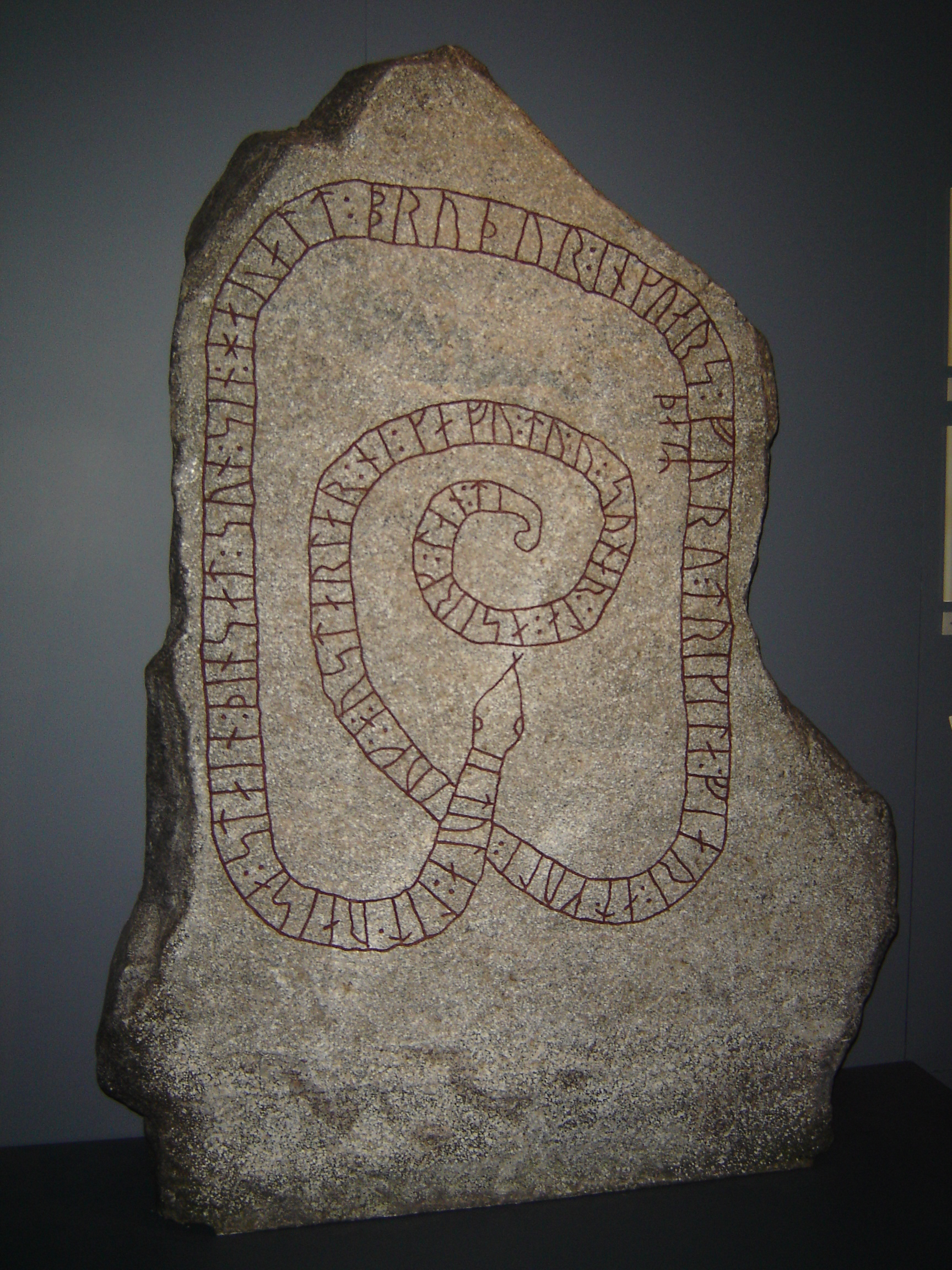
Kopia av Gripsholmsstenen.

Efter personuppgifterna är texten en strof skriven på fornyrdislag.
Av Tolas kväde får vi veta att de for på vikingatåg österut, alltså över Gårdarike, för att ta krigsbyte. Att de "gav örnen föda" är en kenning som innebär att de förde krig och dödade fiender som lämnades på slagfältet för att ätas av örnar. De fortsatte sedan vikingatåget söderut, där en del dog i Särkland, saracenernas land (kalifatet av Bagdad vid Kaspiska havet). Ingvars saga hävdar bestämt, att endast ett skepp förde budskapet hem till Sverige år 1042.